# Köngen
Köngen là một thị xã ở huyện Esslingen trong bang Baden-Württemberg in nước Đức. Đô thị Köngen có diện tích 12,52 km².